# Marcel Leroux
Pour les articles homonymes, voir Leroux.
 (mai 2021).
Si vous disposez d'ouvrages ou d'articles de référence ou si vous connaissez des sites web de qualité traitant du thème abordé ici, merci de compléter l'article en donnant les références utiles à sa vérifiabilité et en les liant à la section « Notes et références ».
 (mai 2023).
Améliorez-le ou discutez des points à vérifier. 
 (janvier 2024).
Marcel Leroux, né le 27 août 1938 à Brest et mort le 12 août 2008 à Marseille, est un climatologue français.

## Parcours
Professeur émérite de climatologie à l’université Jean Moulin Lyon 3 lors de son décès et directeur du LCRE (Laboratoire de climatologie, risques et environnement) du CNRS, il est l'auteur de nombreux articles scientifiques en climatologie.
Il est surtout connu pour ses concepts scientifiques controversés comme celui des anticyclones mobiles polaires (AMP) et ses remises en cause de concepts climatiques, comme le réchauffement climatique, dont il admettait la réalité au niveau régional (ouest de l'Europe) et ouest de l'Amérique du Nord, mais considérait qu'il n'y a pas de climat global, donc pas de réchauffement global à l'échelle planétaire,,.
Il récuse fortement les synthèses du GIEC et estime qu'un réchauffement du climat serait favorable pour les sociétés humaines.

## Thèses et contribution
Dans sa thèse de doctorat, publiée par l’Organisation météorologique mondiale, il démontre par l’analyse de cartes synoptiques, de l’imagerie satellitaire, des données météorologiques et paléo-environnementales de l’Afrique tropicale que la migration saisonnière et paléoclimatique de l’équateur météorologique représente un indicateur fiable de l’évolution du climat de la Terre,.  
Il défend que cette migration et l’étendue géographique de l’équateur météorologique sont la conséquence des échanges méridiens dans les couches inférieures de l’atmosphère les plus denses, dont la distribution est régie par le ballet incessant des « anticyclones mobiles polaires », 1,5 km de haut, 3 000 km de diamètre discoïde, lenticulaires masses d’air froid originaires des pôles, dont la puissance et la fréquence dépendent directement du déficit thermique polaire. Un refroidissement se traduit par une circulation accélérée alors qu’un réchauffement va ralentir la circulation générale et les échanges.
Les espaces aérologiques, zones de circulation continue du pôle à l’équateur sont délimités par les reliefs de plus de 2 000 m et la position actuelle des continents. À la lumière des observations directes, la reconstruction de Leroux vise à démontrer les incohérences des modèles de circulation générale précédents, des indices d’oscillations et celles des écoles frontologique, dynamique, réductionniste et diagnostique de la météorologie.
Ses positions font de lui un personnage controversé. Il réfute la séparation qu’il juge artificielle entre météorologie et climatologie et, à travers le concept d’AMP, propose une redéfinition des deux disciplines. En reconstituant la géométrie de circulation générale dans la troposphère, il cherche à montrer la part réduite du hasard et du chaos dans le climat : pour lui, il n’y a pas de dérèglement climatique mais des variations d’intensité de la somme des processus météorologiques qui constituent le climat.[réf. nécessaire]
Sa recherche, en particulier sur l’évolution de la pression atmosphérique, conclut que le changement climatique observé depuis les années 1970 correspond à l’installation d’un mode accéléré de la circulation, toujours lié au refroidissement du cours de l’évolution paléoclimatique du Quaternaire récent, et de ses conséquences météorologiques : temps contrasté, plus fortes tempêtes aux latitudes moyennes, augmentation de la vapeur d’eau dans la troposphère aux latitudes moyennes et de la stabilité anticyclonique impermanente sur les continents conduisant à des périodes de froid vigoureux en hiver et des vagues de chaleur en été. 
Ses résultats s’opposent à l’idée d’une courbe de température moyenne mondiale comme indicateur climatique majeur fiable (en cela il est rejoint par Roger Pielke Sr., Judith Curry et Vincent Courtillot entre autres) et sont en désaccord avec l’hypothèse que les changements météorologiques observés dans la seconde moitié du XXe siècle sont la conséquence d’un réchauffement climatique mondial d’origine anthropique par la libération de gaz à effet de serre dus aux activités industrielles et humaines.

### AMP
L'anticyclone mobile polaire (AMP) est une hypothèse controversée, que le facteur premier du temps, sous les latitudes tempérées dépend essentiellement des descentes d'air froid et sec polaire, et que c'est le mouvement de ces masses d'air, appelées AMP, qui produit ensuite les mouvements des dépressions. Cette théorie n'a pas reçu l'adhésion de la communauté scientifique, et a suscité de nombreuses controverses. Elle n'a jamais été mise en pratique dans la prévision du temps, même par ses adeptes. 
Leroux pose comme hypothèse que le facteur premier du temps qu'il fait sous les latitudes tempérées dépend essentiellement des descentes d'air froid et sec polaire, et que c'est le mouvement de ces masses d'air, appelées de l'acronyme AMP, qui induit ensuite les mouvements aérologiques des dépressions. Pour sa théorie, ce n’est pas la dépression qui est motrice mais « l’anticyclone » au sens de lieu de forte pression (relative et non par rapport à une valeur standard). En effet, un air plutôt froid, car venant des régions polaires, se dirigeant vers les latitudes intertropicales, est plus dense, plus "massif"; ce qui lui confère une relative prédominance au contact avec des masses d’air plus "réchauffées", moins denses, plus instables, de surcroît chargées d’humidité, ce qui accroît leurs instabilités. Selon cette théorie, l'AMP est un « météore » au sens de phénomène observable dans l'atmosphère : nuages, orage, halo, arc-en-ciel, trombe, aurore boréale, faux-soleil, cumulo-nimbus, etc. L'AMP est ainsi formé d’une masse d'air d'une taille de l’ordre d’une fraction d’hémisphère terrestre, pouvant s'étendre sur plusieurs milliers de kilomètres, avec une forme qui a souvent été qualifiée de lenticulaire, mais qui se rapproche plutôt de la forme que prend une masse de fluide (gaz ou liquide) lors d'une turbulence avec une figure caractéristique. Un AMP est donc une masse d'air froid dense éjectée du pôle, sa grande masse serait expliquée par la Force de coriolis[évasif]. Les AMP seraient selon cette théorie la source d'alimentation principale des anticyclones subtropicaux, tels que l'anticyclone des Açores, par une accumulation de flux venant du pôle. Ainsi les AMP seraient le facteur explicatif premier du temps et du climat des zones tempérées.
Ce modèle remettrait selon son auteur en cause le réchauffement climatique et même les fondements de la climatologie moderne. Il mettrait, selon son auteur, en évidence les lacunes des modèles explicatifs classiques reconduits sur plusieurs générations et utilisées par les plus grandes institutions météorologiques cautionnant uniquement leur approche par les méthodes dites de l'analyse numérique sans en renouveler ou même discuter les prémisses.
Ce concept a été critiqué pour plusieurs raisons : 
- le fait que ce concept soit censé remplacer ceux autour du front polaire, plutôt que de le compléter[réf. nécessaire] ;
- le peu d'utilité des concepts descriptifs dans la prévision du temps, comme l'auteur le reconnaît lui-même[réf. nécessaire] ;
- corollaire, l'absence de mise en pratique du concept dans une prévision météorologique même amateur (que l'auteur annoncerait pourtant meilleure que celle des modèles)[réf. nécessaire].
- d'un point de vue plus pratique, l'impossibilité d'intégrer les images satellitaires utilisées par Leroux (données de réflectance dans diverses longueurs d'onde, sans indication d'altitude) dans les modèles (dont les conditions aux limites sont des grandeurs physiques telles que température, pression et humidité en fonction de l'altitude, qui peuvent être issues d'observations instrumentales satellitaires, mais pas extraites des images)[réf. nécessaire].
- Cependant, le point majeur qui prête le plus fortement flanc aux critiques est sa croyance que les modèles numériques de prévision actuels sont fondés sur les concepts de front polaire, de dépression et d'anticyclone[15].  Ils sont en fait fondés sur les équations fondamentales de la dynamique des fluides, les forces agissant dans l'atmosphère (voir équations primitives atmosphériques)[16]. Les concepts explicatifs qu'il décrit ne sont utilisés que par les présentateurs météo qui les trouvent utiles pour décrire le temps à un public non spécialisé[réf. nécessaire].
- Le deuxième point majeur est que la théorie des AMP ne constitue pas une alternative à la compréhension moderne des instabilités météorologiques ayant fait l'objet de centaines de travaux publiés depuis les articles fondateurs de Charney et Eady en 1949-1950. Ces travaux démontrent que la descente d'air polaire observée est une conséquence et pas la cause du développement de la perturbation. Voir par exemple l'étude de Davies, Schär et Wernli où ceci est clairement visualisé[17]. La force centrifuge qui selon Leroux explique l'éjection de l'air froid est simplement ineffective : elle est compensée par l'aplatissement de la Terre aux pôles et incorporée dans la gravité apparente locale à laquelle est perpendiculaire la surface du géoïde de référence (la surface moyenne des océans). Elle ne peut donc mouvoir l'air selon l'horizontale et en latitude[réf. nécessaire].

## Opposition au consensus sur le réchauffement climatique
Dans son livre Global Warming: Myth or Reality? The Erring ways of Climatology (Réchauffement planétaire : mythe ou réalité ? Les errements de la climatologie) écrit en 2005, Marcel Leroux explique que les arguments en faveur de la théorie du réchauffement climatique se fondent sur des modèles qui – avec leurs insuffisances dans la compréhension et l’explication des phénomènes météorologiques – ne peuvent pas justifier avec fiabilité cette prédiction : « Nous n’avons ainsi pas de besoin de recourir à des modèles compliqués pour nous dire que le CO2 entraîne, en théorie, une augmentation de la température… Toutefois, l’hypothèse n’a jamais été démontrée en ce qui a trait au climat et demeure dans le domaine du virtuel ».  
Si le concept d’anticyclone mobile polaire a été parfois présenté dans certains travaux et manuels, les travaux de M. Leroux sont peu repris en climatologie, en particulier dans le monde de la recherche francophone. Ainsi selon Donald Rapp l’ouvrage de Marcel Leroux Global Warming est important mais son objectivité incertaine.
Marcel Leroux est membre du comité consultatif du lobby climato-dénialiste allemand Europäisches Institut für Klima und Energie.

## Publications

### Livres
- 1996 – La Dynamique du temps et du climat, coll. « Enseignement des Sciences de la Terre », 310 p., éditions Masson, Paris
  - 2000 – 2e édition revue et augmentée, coll. « Masson Sciences », Dunod, Paris, 366 p.
- 1998 – Dynamic Analysis of Weather and Climate: general circulation, perturbations, climatic evolution, J. Wiley ed., Praxis-Wiley series in Atmospheric Physics, Londres, New-York, Sydney, 365 p.
- 2002 – The Meteorology and Climate of Tropical Africa, chez Springer Verlag, 1er janvier 2002, 548 p.+ CD 250 cartes  (ISBN 3-540-42636-1)
- 2005 – Global Warming - Myth Or Reality? The erring ways of climatology, Springer Verlag, 30 août 2005, 510 p.  (ISBN 3-540-23909-X)
- 2010 – Dynamic Analysis of Weather and Climate Atmospheric Circulation, Perturbations, Climatic Evolution, Springer-Praxis books in Environmental Sciences, 2e éd., 2010, 440 p.  (ISBN 978-3-642-04679-7)

### Articles
- The Mobile Polar High : a new concept explaining the actual mechanisms of the meridional air-mass and energy exchanges, and the global propagation of palaeo-climatic changes. Global and Planetary Changes, 7, Elsevier Science Publ., 69-93, 1993[21]
- « Global Warming » : mythe ou réalité ? L’évolution réelle de la dynamique du temps », Annales de Géographie, 2002, 111-624, p. 115-137[22]
- « Déficit pluviométrique hivernal sur la France: autopsie de la situation anticyclonique du 19 décembre 1989 au 25 janvier 1990 »/"The winter rainfall deficiency in France: autopsy of the anticyclonic situation from the 19 December 1989 to the 25 January 1990"[23], Revue de géographie de Lyon, 66(3), 197-206, 1991
- « Les phénomènes extrêmes récents s'inscrivent-ils dans une évolution perceptible du temps ? » / "Do recent extreme conditions form part of a perceptible change in the weather?"[24], Géocarrefour, 75(3), 261-270, 2000
- Articles scientifiques de Marcel Leroux téléchargeables[25]